# 오구사촌
오구사촌(大草村)은 일본 히로시마현 도요타군에 설치되었던 촌이다. 현재의 미하라시의 일부에 해당한다.